# Colombia en la clasificación de Conmebol para la Copa Mundial de Fútbol de 2026
La selección de fútbol de Colombia es uno de los diez equipos nacionales que participan en la clasificación de Conmebol para la Copa Mundial de Fútbol, en la que se definen los representantes de Conmebol para la Copa Mundial de Fútbol de 2026 que se desarrollará en Canadá, Estados Unidos y México.
La etapa preliminar —también denominada eliminatorias— se juega en América del Sur desde septiembre de 2023 hasta septiembre de 2025 en encuentros de ida y vuelta.

## Sistema de juego
El sistema de juego de las eliminatorias consiste por octava ocasión consecutiva, en enfrentamientos de ida y vuelta todos contra todos, con un total 18 jornadas.
Tras haber sorteado el orden de los partidos en la edición anterior en la Ciudad de Luque, Paraguay, el 17 de diciembre de 2019, la Conmebol decidió repetir el calendario de partidos para estas clasificatorias.
Para el mundial 2026 se aumentó la cantidad de equipos participantes de 32 a 48, esto también aumentó los cupos para Conmebol, así los primeros seis puestos accederán de manera directa a la Copa Mundial de Fútbol de 2026. La selección que logre el séptimo puesto disputará un torneo de repesca ante equipos nacionales de otras confederaciones.

## Sede
| Ciudad                | Estadio                                          |
| --------------------- | ------------------------------------------------ |
| Barranquilla          | Metropolitano Roberto Meléndez                   |
| Vista de Barranquilla | Vista del estadio Metropolitano Roberto Meléndez |
| 50 000 espectadores   |                                                  |

## Tabla de posiciones
| Pos. | Selección | Pts. | PJ | G  | E | P  | GF | GC | Dif. |
| ---- | --------- | ---- | -- | -- | - | -- | -- | -- | ---- |
| 1.   | Argentina | 35   | 16 | 11 | 2 | 3  | 28 | 9  | +19  |
| 2.   | Ecuador   | 25   | 16 | 7  | 7 | 2  | 13 | 5  | +8   |
| 3.   | Brasil    | 25   | 16 | 7  | 4 | 5  | 21 | 16 | +5   |
| 4.   | Uruguay   | 24   | 16 | 6  | 6 | 4  | 19 | 12 | +7   |
| 5.   | Paraguay  | 24   | 16 | 6  | 6 | 4  | 13 | 10 | +3   |
| 6.   | Colombia  | 22   | 16 | 5  | 7 | 4  | 19 | 15 | +4   |
| 7.   | Venezuela | 18   | 16 | 4  | 6 | 6  | 15 | 19 | –4   |
| 8.   | Bolivia   | 17   | 16 | 5  | 2 | 9  | 16 | 32 | –16  |
| 9.   | Perú      | 12   | 16 | 2  | 6 | 8  | 6  | 17 | –11  |
| 10.  | Chile     | 10   | 16 | 2  | 4 | 10 | 9  | 24 | –15  |

| L\V                  | Bandera de Argentina | Bandera de Bolivia | Bandera de Brasil | Bandera de Chile | Bandera de Colombia | Bandera de Ecuador | Bandera de Paraguay | Bandera de Perú | Bandera de Uruguay | Bandera de Venezuela |
| Bandera de Argentina |                      | 6:0                | 4:1               | 3:0              | 1:1                 | 1:0                | 1:0                 | 1:0             | 0:2                | :                    |
| Bandera de Bolivia   | 0:3                  |                    | :                 | 2:0              | 1:0                 | 1:2                | 2:2                 | 2:0             | 0:0                | 4:0                  |
| Bandera de Brasil    | 0:1                  | 5:1                |                   | :                | 2:1                 | 1:0                | 1:0                 | 4:0             | 1:1                | 1:1                  |
| Bandera de Chile     | 0:1                  | 1:2                | 1:2               |                  | 0:0                 | 0:0                | 0:0                 | 2:0             | :                  | 4:2                  |
| Bandera de Colombia  | 2:1                  | :                  | 2:1               | 4:0              |                     | 0:1                | 2:2                 | 0:0             | 2:2                | 1:0                  |
| Bandera de Ecuador   | :                    | 4:0                | 0:0               | 1:0              | 0:0                 |                    | 0:0                 | 1:0             | 2:1                | 2:1                  |
| Bandera de Paraguay  | 2:1                  | 1:0                | 1:0               | 1:0              | 0:1                 | :                  |                     | 0:0             | 2:0                | 2:1                  |
| Bandera de Perú      | 0:2                  | 3:1                | 0:1               | 0:0              | 1:1                 | 0:0                | :                   |                 | 1:0                | 1:1                  |
| Bandera de Uruguay   | 0:1                  | 3:0                | 2:0               | 3:1              | 3:2                 | 0:0                | 0:0                 | :               |                    | 2:0                  |
| Bandera de Venezuela | 1:1                  | 2:0                | 1:1               | 3:0              | :                   | 0:0                | 1:0                 | 1:0             | 0:0                |                      |

|  | Clasifican a la Copa Mundial de Fútbol de 2026.  |
|  | Clasifica al Torneo de Repesca Intercontinental. |

### Evolución de posiciones
| País / Fecha | 1   | 2   | 3   | 4   | 5   | 6   | 7   | 8   | 9   | 10  | 11  | 12  | 13  | 14  | 15  | 16  | 17  | 18  |
| ------------ | --- | --- | --- | --- | --- | --- | --- | --- | --- | --- | --- | --- | --- | --- | --- | --- | --- | --- |
| Colombia     | 4.° | 3.° | 3.° | 5.° | 3.° | 3.° | 3.° | 2.° | 2.° | 2.° | 3.° | 4.° | 6.° | 6.° | 6.° | 6.° | ?.° | ?.° |
| Resultado    | G   | E   | E   | E   | G   | G   | E   | G   | P   | G   | P   | P   | P   | E   | E   | E   | –   | –   |

### Puntos obtenidos contra cada selección durante las eliminatorias
| vs.       | Bandera de Argentina | Bandera de Bolivia | Bandera de Brasil | Bandera de Chile | Bandera de Ecuador | Bandera de Paraguay | Bandera de Perú | Bandera de Uruguay | Bandera de Venezuela | Total |
| --------- | -------------------- | ------------------ | ----------------- | ---------------- | ------------------ | ------------------- | --------------- | ------------------ | -------------------- | ----- |
| Local     | 3                    | –                  | 3                 | 3                | 0                  | 1                   | 1               | 1                  | 3                    | 15    |
| Visitante | 1                    | 0                  | 0                 | 1                | 1                  | 3                   | 1               | 0                  | –                    | 7     |
| Total     | 4                    | 0                  | 3                 | 4                | 1                  | 4                   | 2               | 1                  | 3                    | 22    |

## Partidos

### Primera vuelta
| 7 de septiembre de 2023 | Colombia  | 1:0 (0:0) | Venezuela | Estadio Metropolitano, Barranquilla                                            |                                                                                |
| 18:00 (UTC-5)           | Borré 46' | Reporte   |           | Asistencia: 44 819 espectadores Árbitro(s): Anderson Daronco VAR: Wagner Reway | Asistencia: 44 819 espectadores Árbitro(s): Anderson Daronco VAR: Wagner Reway |

| 12 de septiembre de 2023 | Chile | 0:0     | Colombia | Estadio Monumental, Santiago                                                |                                                                             |
| 21:30 (UTC-3)            |       | Reporte |          | Asistencia: 37 081 espectadores Árbitro(s): Jesús Valenzuela VAR: Juan Soto | Asistencia: 37 081 espectadores Árbitro(s): Jesús Valenzuela VAR: Juan Soto |

| 12 de octubre de 2023 | Colombia                    | 2:2 (1:0) | Uruguay                               | Estadio Metropolitano, Barranquilla                                   |                                                                       |
| 15:30 (UTC-5)         | - Rodríguez 35' - Uribe 52' | Reporte   | - M. Olivera 47' - Núñez 90+1' (pen.) | Asistencia: 47 142 espectadores Árbitro(s): Piero Maza VAR: Juan Lara | Asistencia: 47 142 espectadores Árbitro(s): Piero Maza VAR: Juan Lara |

| 17 de octubre de 2023 | Ecuador | 0:0     | Colombia | Estadio Rodrigo Paz Delgado, Quito                                          |                                                                             |
| 18:30 (UTC-5)         |         | Reporte |          | Asistencia: 38 702 espectadores Árbitro(s): Facundo Tello VAR: Jorge Baliño | Asistencia: 38 702 espectadores Árbitro(s): Facundo Tello VAR: Jorge Baliño |

| 16 de noviembre de 2023 | Colombia      | 2:1 (0:1) | Brasil        | Estadio Metropolitano, Barranquilla                                             |                                                                                 |
| 19:00 (UTC-5)           | Díaz 75', 79' | Reporte   | Martinelli 4' | Asistencia: 49 171 espectadores Árbitro(s): Andrés Matonte VAR: Leodán González | Asistencia: 49 171 espectadores Árbitro(s): Andrés Matonte VAR: Leodán González |

| 21 de noviembre de 2023 | Paraguay | 0:1 (0:1) | Colombia         | Estadio Defensores del Chaco, Asunción                                      |                                                                             |
| 20:00 (UTC-3)           |          | Reporte   | Borré 11' (pen.) | Asistencia: 35 190 espectadores Árbitro(s): Jesús Valenzuela VAR: Juan Soto | Asistencia: 35 190 espectadores Árbitro(s): Jesús Valenzuela VAR: Juan Soto |

| 6 de septiembre de 2024 | Perú        | 1:1 (0:0) | Colombia | Estadio Nacional, Lima                               |                                                      |
| 20:30 (UTC-5)           | Callens 68' | Reporte   | Díaz 82' | Árbitro(s): Esteban Ostojich VAR: Christian Ferreyra | Árbitro(s): Esteban Ostojich VAR: Christian Ferreyra |

| 10 de septiembre de 2024 | Colombia                              | 2:1 (1:0) | Argentina    | Estadio Metropolitano, Barranquilla   |                                       |
| 15:30 (UTC-5)            | - Mosquera 25' - Rodríguez 60' (pen.) | Reporte   | González 48' | Árbitro(s): Piero Maza VAR: Juan Lara | Árbitro(s): Piero Maza VAR: Juan Lara |

| 10 de octubre de 2024 | Bolivia      | 1:0 (0:0) | Colombia | Estadio Municipal, El Alto                   |                                              |
| 16:00 (UTC-4)         | Terceros 58' | Reporte   |          | Árbitro(s): Wilton Sampaio VAR: Daniel Nobre | Árbitro(s): Wilton Sampaio VAR: Daniel Nobre |

### Segunda vuelta
| 15 de octubre de 2024 | Colombia                                                   | 4:0 (1:0) | Chile | Estadio Metropolitano, Barranquilla         |                                             |
| 15:30 (UTC-5)         | - D. Sánchez 34' - Díaz 52' - Durán 82' - Sinisterra 90+3' | Reporte   |       | Árbitro(s): Jesús Valenzuela VAR: Juan Soto | Árbitro(s): Jesús Valenzuela VAR: Juan Soto |

| 15 de noviembre de 2024 | Uruguay                                               | 3:2 (0:1) | Colombia                     | Estadio Centenario, Montevideo           |                                          |
| 21:00 (UTC-3)           | - D. Sánchez 57' (a.g.) - Aguirre 60' - Ugarte 90+11' | Reporte   | - Quintero 31' - Gómez 90+6' | Árbitro(s): Kevin Ortega VAR: Diego Haro | Árbitro(s): Kevin Ortega VAR: Diego Haro |

| 19 de noviembre de 2024 | Colombia | 0:1 (0:1) | Ecuador     | Estadio Metropolitano, Barranquilla            |                                                |
| 18:00 (UTC-5)           |          | Reporte   | Valencia 7' | Árbitro(s): Esteban Ostojich VAR: Andrés Cunha | Árbitro(s): Esteban Ostojich VAR: Andrés Cunha |

| 20 de marzo de 2025 | Brasil                                       | 2:1 (1:1) | Colombia | Estadio Mané Garrincha, Brasilia                                          |                                                                           |
| 21:45 (UTC-3)       | - Raphinha 6' (pen.) - Vinícius Júnior 90+9' | Reporte   | Díaz 41' | Asistencia: 70 027 espectadores Árbitro(s): Alexis Herrera VAR: Juan Soto | Asistencia: 70 027 espectadores Árbitro(s): Alexis Herrera VAR: Juan Soto |

| 25 de marzo de 2025 | Colombia              | 2:2 (2:1) | Paraguay                    | Estadio Metropolitano, Barranquilla          |                                              |
| 19:00 (UTC-5)       | - Díaz 1' - Durán 13' | Reporte   | - Alonso 45+4' - Enciso 62' | Árbitro(s): Facundo Tello VAR: Silvio Trucco | Árbitro(s): Facundo Tello VAR: Silvio Trucco |

| 6 de junio de 2025 | Colombia | 0:0     | Perú | Estadio Metropolitano, Barranquilla          |                                              |
| 15:30 (UTC-5)      |          | Reporte |      | Árbitro(s): Wilton Sampaio VAR: Wagner Reway | Árbitro(s): Wilton Sampaio VAR: Wagner Reway |

| 10 de junio de 2025 | Argentina  | 1:1 (0:1) | Colombia | Estadio Monumental, Buenos Aires           |                                            |
| 21:00 (UTC-3)       | Almada 81' | Reporte   | Díaz 24' | Árbitro(s): Juan Benítez VAR: Derlis López | Árbitro(s): Juan Benítez VAR: Derlis López |

| septiembre de 2025 | Colombia | vs. | Bolivia | Estadio Metropolitano, Barranquilla |  |

| septiembre de 2025 | Venezuela | vs. | Colombia |  |  |

## Jugadores
Listado de jugadores que han participado del proceso eliminatorio para la Copa Mundial 2026.
| Nombre                 | Posición       | Edad    | Club                      |
| ---------------------- | -------------- | ------- | ------------------------- |
| David Ospina           | Portero        | 36 años | Atlético Nacional         |
| Camilo Vargas          | Portero        | 36 años | Atlas F. C.               |
| Kevin Mier             | Portero        | 25 años | Cruz Azul                 |
| Álvaro Montero         | Portero        | 29 años | Millonarios F. C.         |
| José Luis Chunga       | Portero        | 32 años | Independiente Medellín    |
| Devis Vásquez          | Portero        | 25 años | Sheffield Wednesday F. C. |
| Andrés Román           | Defensa        | 29 años | Atlético Nacional         |
| Jhon Lucumí            | Defensa        | 26 años | Bologna F. C.             |
| Déiver Machado         | Defensa        | 31 años | R. C. Lens                |
| Yerry Mina             | Defensa        | 30 años | Cagliari Calcio           |
| Cristian Borja         | Defensa        | 32 años | Club América              |
| Daniel Muñoz           | Defensa        | 29 años | Crystal Palace F. C.      |
| Dávinson Sánchez       | Defensa        | 28 años | Galatasaray S. K.         |
| Willer Ditta           | Defensa        | 28 años | Cruz Azul                 |
| Johan Mojica           | Defensa        | 32 años | R. C. D. Mallorca         |
| Santiago Arias         | Defensa        | 33 años | E. C. Bahia               |
| Carlos Cuesta          | Defensa        | 26 años | K. R. C. Genk             |
| Juan David Cabal       | Defensa        | 23 años | Juventus F. C.            |
| Yerson Mosquera        | Defensa        | 23 años | Wolverhampton Wanderers   |
| Frank Fabra            | Defensa        | 32 años | C. A. Boca Juniors        |
| Juan David Mosquera    | Defensa        | 21 años | Portland Timbers          |
| Kevin Castaño          | Centrocampista | 24 años | C. A. River Plate         |
| Richard Ríos           | Centrocampista | 25 años | S. E. Palmeiras           |
| Jorge Carrascal        | Centrocampista | 27 años | F. C. Dinamo Moscú        |
| James Rodríguez        | Centrocampista | 33 años | Club León                 |
| Jhon Arias             | Centrocampista | 27 años | Fluminense F. C.          |
| Rafael Carrascal       | Centrocampista | 32 años | América de Cali           |
| Jefferson Lerma        | Centrocampista | 30 años | Crystal Palace F. C.      |
| Gustavo Puerta         | Centrocampista | 21 años | Hull City A. F. C.        |
| Yáser Asprilla         | Centrocampista | 21 años | Girona F. C.              |
| Juan Fernando Quintero | Centrocampista | 32 años | América de Cali           |
| Juan Portilla          | Centrocampista | 26 años | C. A. Talleres            |
| Mateus Uribe           | Centrocampista | 33 años | Al-Sadd S. C.             |
| Sebastián Gómez        | Centrocampista | 28 años | Coritiba F. B. C.         |
| Nelson Deossa          | Centrocampista | 24 años | C. F. Pachuca             |
| Jhon Solís             | Centrocampista | 19 años | Girona F. C.              |
| Wilmar Barrios         | Centrocampista | 29 años | F. C. Zenit               |
| Juan Cuadrado          | Centrocampista | 35 años | F. C. Internazionale      |
| Luis Díaz              | Delantero      | 28 años | Liverpool F. C.           |
| Marino Hinestroza      | Delantero      | 22 años | Atlético Nacional         |
| Juan Camilo Hernández  | Delantero      | 26 años | Real Betis                |
| Jáminton Campaz        | Delantero      | 25 años | C. A. Rosario Central     |
| Luis Suárez            | Delantero      | 27 años | U. D. Almería             |
| Jhon Durán             | Delantero      | 21 años | Al-Nassr F. C.            |
| Jhon Córdoba           | Delantero      | 31 años | F. C. Krasnodar           |
| Rafael Santos Borré    | Delantero      | 29 años | S. C. Internacional       |
| Johan Carbonero        | Delantero      | 25 años | S. C. Internacional       |
| Andrés Gómez           | Delantero      | 22 años | Stade Rennais F. C.       |
| Luis Sinisterra        | Delantero      | 25 años | AFC Bournemouth           |
| Roger Martínez         | Delantero      | 30 años | Racing Club               |
| Mateo Cassierra        | Delantero      | 26 años | F. C. Zenit               |
| Leonardo Castro        | Delantero      | 31 años | Millonarios F. C.         |

## Estadísticas

### Generales
| 22 | 16 | 5 | 7 | 4 | 19 | 15 | +4 |

| 15 | 8 | 4 | 3 | 1 | 13 | 7 | +6 |

| 7 | 8 | 1 | 4 | 3 | 6 | 8 | -2 |

### Goleadores
En este apartado se encuentran, en detalle, los jugadores que han marcado goles con la camiseta de la selección de Colombia, durante las eliminatorias:
| Jugador                                       | Equipo (s)                                   | Goles anotados | PJ | Minutos jugados | Tarjetas Amarillas | Doble tarjeta amarilla y tarjeta roja | Tarjetas roja directa |
| --------------------------------------------- | -------------------------------------------- | -------------- | -- | --------------- | ------------------ | ------------------------------------- | --------------------- |
| Luis Díaz                                     | Liverpool                                    | 4              | 11 | 934'            | 1                  | 0                                     | 0                     |
| James Rodríguez                               | Sao Paulo (2023-24) Rayo Vallecano (2024)    | 2              | 11 | 710'            | 0                  | 0                                     | 0                     |
| Rafael Santos Borré                           | S.C. Internacional                           | 2              | 7  | 448'            | 0                  | 0                                     | 0                     |
| Carlos Andrés Gómez                           | Stade Rennes                                 | 1              | 1  | 8'              | 0                  | 0                                     | 0                     |
| Juan Fernando Quintero                        | Racing Club                                  | 1              | 3  | 95'             | 1                  | 0                                     | 0                     |
| Luis Sinisterra                               | Bournemouth                                  | 1              | 6  | 135'            | 0                  | 0                                     | 0                     |
| Yerson Mosquera                               | Villarreal CF (2023-24) Wolverhampton (2024) | 1              | 4  | 175'            | 0                  | 0                                     | 0                     |
| Jhon Durán                                    | Aston Villa                                  | 1              | 7  | 275'            | 3                  | 0                                     | 0                     |
| Mateus Uribe                                  | Al Sadd                                      | 1              | 7  | 418'            | 0                  | 0                                     | 0                     |
| Davinson Sánchez                              | Galatasaray                                  | 1              | 6  | 517'            | 2                  | 0                                     | 0                     |
| Última actualización: 15 de noviembre de 2024 |                                              |                |    |                 |                    |                                       |                       |

### Asistencias
| Jugador                                       | Equipo (s)                                   | Asistencias | PJ | Minutos jugados | Tarjetas Amarillas | Doble tarjeta amarilla y tarjeta roja | Tarjetas roja directa |
| --------------------------------------------- | -------------------------------------------- | ----------- | -- | --------------- | ------------------ | ------------------------------------- | --------------------- |
| James Rodríguez                               | Sao Paulo (2023-24) Rayo Vallecano (2024)    | 4           | 11 | 710'            | 0                  | 0                                     | 0                     |
| Luis Sinisterra                               | Bournemouth                                  | 1           | 6  | 135'            | 1                  | 0                                     | 0                     |
| Cristian Alexis Borja                         | Sporting Braga (2023-24) Club América (2024) | 1           | 3  | 223'            | 0                  | 0                                     | 0                     |
| Santiago Arias                                | Bahia                                        | 1           | 3  | 270'            | 0                  | 0                                     | 0                     |
| Jhon Durán                                    | Aston Villa                                  | 1           | 7  | 275'            | 3                  | 0                                     | 0                     |
| Johan Mojica                                  | Mallorca                                     | 1           | 4  | 356'            | 1                  | 0                                     | 0                     |
| Jhon Arias                                    | Fluminense                                   | 1           | 10 | 789'            | 3                  | 0                                     | 0                     |
| Última actualización: 15 de noviembre de 2024 |                                              |             |    |                 |                    |                                       |                       |

Nota: En caso de que dos o más jugadores tengan la misma cantidad de goles, se posicionará primero quien tenga menos penaltis convertidos, luego se posicionará primero quien tenga menos minutos jugados;de igualar tanto en goles como en minutos jugados, se los ordenará alfabéticamente.
Nota: En «Equipo (s)», solo se tiene en cuenta los clubes en los cuales militaba en el momento que tuvo minutos con la selección.

## Uniforme
Para las eliminatorias al mundial Norteamérica 2026 los uniformes de Colombia son confeccionados por la multinacional alemana Adidas. 
| Proveedor                | Proveedor |
| Ubicación                | Marca     |
| ------------------------ | --------- |
| Pecho, pantalón y medias | Adidas    |

#### Uniformes
| Uniforme                                                     | Jugadores de campo      | Jugadores de campo       | Jugadores de campo    | Jugadores de campo      | Jugadores de campo    | Entrenamiento | Entrenamiento | Entrenamiento | Entrenamiento |
| Uniforme                                                     | Titular 1               | Titular 2                | Alternativo 1         | Alternativo 2           | Especial              | Primero 1     | Segundo 1     | Primero 2     | Segundo 2     |
| ------------------------------------------------------------ | ----------------------- | ------------------------ | --------------------- | ----------------------- | --------------------- | ------------- | ------------- | ------------- | ------------- |
| Imagen                                                       |                         |                          |                       |                         |                       |               |               |               |               |
| Partidos utilizado                                           | 3                       | 4                        | 1                     | 2                       | 1                     | -             | -             |               |               |
| Primer partido                                               | 7 de septiembre de 2023 | 10 de septiembre de 2024 | 17 de octubre de 2023 | 6 de septiembre de 2024 | 15 de octubre de 2024 | -             | -             |               |               |
| Último partido                                               | 16 de noviembre de 2023 | 15 de noviembre de 2024  | 17 de octubre de 2023 | 20 de marzo de 2025     | 15 de octubre de 2024 | -             | -             |               |               |
| Actualizado al último partido jugado el: 10 de junio de 2025 |                         |                          |                       |                         |                       |               |               |               |               |

#### Uniformes de arquero
| Uniforme                                                     | Arquero                 | Arquero               | Arquero                 | Arquero                 | Arquero             | Arquero             | Arquero               |
| Uniforme                                                     | Primero                 | Segundo               | Tercero                 | Cuarto                  | Quinto              | Sexto               | Especial              |
| ------------------------------------------------------------ | ----------------------- | --------------------- | ----------------------- | ----------------------- | ------------------- | ------------------- | --------------------- |
| Imagen                                                       |                         |                       |                         |                         |                     |                     |                       |
| Partidos utilizado                                           | 5                       | 1                     | 3                       | 1                       | 2                   | 2                   | 1                     |
| Primer partido                                               | 7 de septiembre de 2023 | 12 de octubre de 2023 | 6 de septiembre de 2024 | 15 de noviembre de 2024 | 20 de marzo de 2025 | 25 de marzo de 2025 | 15 de octubre de 2024 |
| Último partido                                               | 21 de noviembre de 2023 | 12 de octubre de 2023 | 10 de octubre de 2024   | 15 de noviembre de 2024 | 10 de junio de 2025 | 6 de junio de 2025  | 15 de octubre de 2024 |
| Actualizado al último partido jugado el: 10 de junio de 2025 |                         |                       |                         |                         |                     |                     |                       |

#### Variantes de uniforme
| Uniforme                                                     | Local 1                  | Local 2             | Local 2             |
| Uniforme                                                     | Variante 1               | Variante 1          | Variante 2          |
| ------------------------------------------------------------ | ------------------------ | ------------------- | ------------------- |
| Imagen                                                       |                          |                     |                     |
| Partidos utilizado                                           | 2                        | 2                   | 1                   |
| Primer partido                                               | 12 de septiembre de 2023 | 25 de marzo de 2025 | 10 de junio de 2025 |
| Último partido                                               | 21 de noviembre de 2023  | 6 de junio de 2025  | 10 de junio de 2025 |
| Actualizado al ultimo partido jugado el: 10 de junio de 2025 |                          |                     |                     |